# 二氢麻醉椒苦素
二氢麻醉椒苦素（也称为二氢卡瓦胡椒素）是一种有机化合物，分子式C15H16O5，属于一种卡瓦内酯，存在于卡瓦醉椒（Piper methysticum）等物种中。